# Esperanto (restaurang)

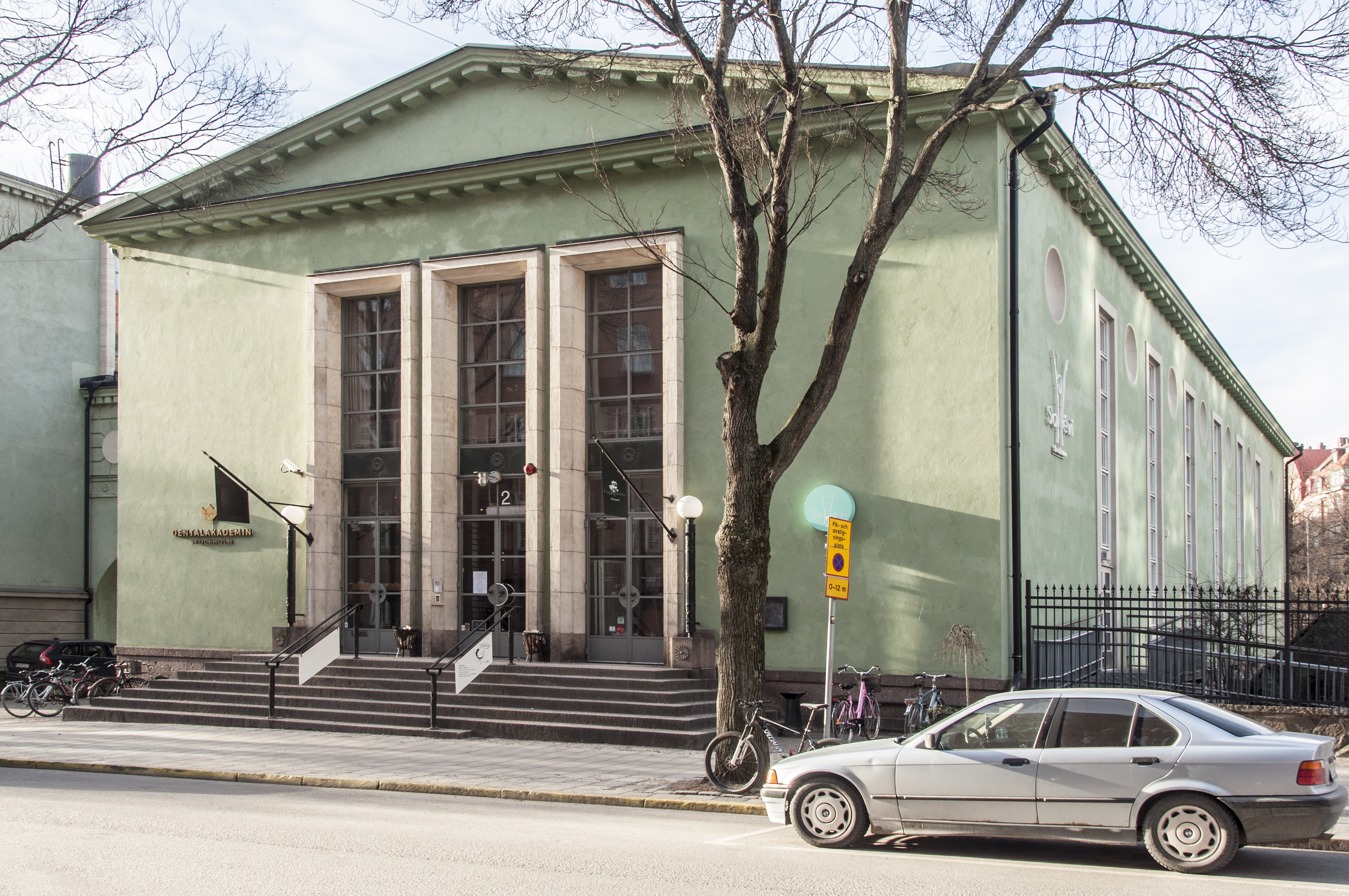
Esperanto Restaurang i Sollévi-huset, inrymd i tidigare Stockholms Borgarskolas balkongfoajé.

Esperanto var en restaurang och krog på Kungstensgatan 2 på Östermalm i Stockholm. Esperanto, som tilldelades en stjärna i Guide Michelin, öppnade 2005 och stängde 2018.
Restaurangen öppnades i november 2005 av de tidigare medlemmarna i Svenska Kocklandslaget; Sayan Isaksson och Daniel Höglander. Namnet Esperanto är taget från boken Alkemisten av Paulo Coelho; Esperanto är ett konstruerat internationellt hjälpspråk.
2007 belönades Esperanto en stjärna i restaurangguiden Guide Michelin. Restaurangen rankades därefter som en av de bästa i landet. Höglander lämnade restaurangen 2009.
Den 21 juni 2018 stängde restaurangen med omedelbar verkan sedan bolaget begärts i konkurs.

## Utmärkelser
Kökschefen Sayan Isaksson, som deltagare i kocklandslaget:
- guldmedalj i World Cup i Luxemburg 2002
- guldmedalj i OS i Erfurt 2004

Restaurang Esperanto:
- 2006 – Vald till Årets stjärnskott i White Guide och rankade som tredje bästa krog i landet (internationell mästarklass)
- 2006 – Tilldelad Stockholmspriset av tidningen Nöjesguiden
- 2006 – Tilldelad Gulddraken av Dagens Nyheter i kategori Lyx [3]
- 2007 – Rankad som tredje bästa krog i landet i White Guide (internationell mästarklass)
- 2007–2008 – Klassad som "Guldkrog" i Sveriges bästa bord
- 2007 – Tilldelad en stjärna i Guide Michelin[1]
- 2008 – Vald till "Årets bästa Restaurang – Utifrån matupplevelsen" i White guide (internationell mästarklass)
- 2008 – Tilldelad en 72:a plats i "The Worlds Best Restaurants" (The S. Pellegrino Worlds Best Restaurants)
- 2013 – Sveriges bästa restaurang enligt White Guide. Esperanto vann dessutom servicepriset.
- 2014 – Sveriges bästa restaurang enligt White Guide[4]